# 卡蜜拉王后
卡米拉（英語：Camilla；1947年7月17日—），前稱卡米拉·帕克·鲍尔斯（Camilla Parker Bowles），本姓尚德（Shand），為英國國王查爾斯三世的第二任妻子，現任英國王后及14個其他英聯邦王國的王后。
卡米拉在英格蘭東薩塞克斯郡和南肯辛頓長大，並在英格蘭、瑞士和法國接受教育。1973年，她與英國陸軍軍官安德魯·帕克·鮑爾斯結婚，兩人於1995年離婚。卡米拉與查理斯在各自第一次婚姻前後都曾保持戀愛關係。他們的關係被媒體廣泛報導，並引起全球關注。2005年，卡米拉與查理斯在溫莎市政廳結婚，隨後在溫莎城堡的聖喬治禮拜堂舉行了電視轉播的聖公會祝福儀式。他們結婚後，卡米拉被稱為康沃爾公爵夫人，直至查理斯繼位。2022年9月8日，查理斯因其母親伊利沙伯二世逝世而成為國王，卡米拉則成為王后。查爾斯三世和卡蜜拉王后加冕禮於2023年5月6日在西敏寺舉行。
卡米拉代表君主執行公務，並是多個慈善機構和組織的贊助人。自1994年起，她致力於提高對骨質疏鬆症的認識，這為她贏得了多項榮譽和獎項。她還致力提高大眾對強姦、性虐待、文盲、動物福利和貧困等問題的關注。

## 早年生活與教育
卡米拉·羅絲瑪麗·尚德於1947年7月17日出生於倫敦的國王學院醫院。她的家族在18世紀的鄉村宅邸——位於普朗普頓的The Laines——與位於南肯辛頓的倫敦宅邸之間往返居住。她的父親是曾任陸軍軍官，退役後成為商人的布魯斯·尚德少校，母親是阿什科姆第三男爵羅蘭·丘比特之女羅莎琳德。卡米拉有一個妹妹安娜貝爾·艾略特和一個已故的弟弟馬克·尚德。她的外曾祖母愛麗絲·凱佩爾曾是愛德華七世的情婦。
羅莎琳德是一名慈善工作者，於1960至1970年代在薩塞克斯的家附近的一家協助殘疾兒童的機構柴利遺產基金會擔任志工。布魯斯退役後涉足多項商業活動，最著名的是擔任梅菲爾區南奧德利街酒商的合夥人，後加入黑斯廷斯與倫敦的公司。
1947年11月1日，卡米拉在東薩塞克斯郡菲爾的聖彼得教堂受洗。
童年時期，受父親經常朗讀的影響，卡米拉成為一名熱愛閱讀的人。她在貓狗的陪伴下長大，並從小學習騎馬，參加小馬俱樂部營隊，後在社區馬術比賽中贏得獎章。她形容童年「在各方面都很完美」。傳記作者賈爾斯·布蘭德雷斯如此描述她的背景與童年：
卡米拉常被形容擁有「伊妮德·布萊頓式的童年」，但實際上遠比那更優渥。小時候的她或許有《五小冒險系列》中的假小子女孩喬治的性格特質，但布萊頓筆下的孩子本質上是中產階級，而尚德家無疑屬於上流階層。尚德家有地位，也有傭人——管家、園丁、保姆。他們是紳士階級，會為當地保守黨協會夏季園遊會開放花園。這已說明一切。
五歲時，卡米拉被送往迪奇林村的一家男女校就讀。十歲起，她進入倫敦住所附近的女王門學校。同學們稱她為「米拉」（Milla），其中包括藝名為Twinkle的林恩·里普利（Lynn Ripley），Twinkle形容她是個散發「磁力與自信」、具「內在力量」的女孩。教授法語的作家佩内洛普·菲兹杰拉德記得她是「聰明活潑」的學生。卡米拉在1964年以一張普通程度證書離校，父母未要求她繼續攻讀高級程度證書。16歲時，她進入瑞士特洛什纳的蒙特費蒂爾精修學校（Mont Fertile Finishing School）。結業後，她在巴黎英國學院攻讀六個月的法語與法國文學。
1965年3月25日，卡米拉在倫敦以元媛身分亮相，是當年311位元媛之一。離家後，她與友人珍·溫德姆（Jane Wyndham，裝潢師南希·蘭開斯特的姪女）合住肯辛頓的小公寓。她後來搬入贝尔格莱维亚的較大公寓，先與房東第四代阿伯康公爵約翰·克萊頓之女莫伊拉·坎貝爾女爵同住，後與第六代卡靈頓男爵彼得·卡靈頓之女維吉尼亞·卡靈頓（Virginia Carington）合住。維吉尼亞於1973至1979年間嫁給尚德的舅舅阿什康比勳爵，並於2005年成為卡米拉與查理斯的特助。卡米拉曾在西區多家公司擔任秘書，並於梅菲爾的裝潢公司西比爾·科爾法克斯與約翰·福勒擔任接待員。據傳她因「參加舞會後遲到」被解僱。
卡米拉持續騎馬並經常參與馬術活動，同時熱愛繪畫，曾接受藝術家私人指導，但多數作品「最終進了垃圾桶」。她的其他興趣包括釣魚、園藝與園藝設計。

## 婚姻與子女

### 第一次婚姻
1960年代末，卡米拉透過其在父親位於梅菲爾的葡萄酒公司工作的弟弟西蒙，認識了當時擔任近衛軍軍官——皇家藍色騎兵團中尉的安德魯·帕克·鮑爾斯。經過數年分分合合的交往後，帕克·鮑爾斯與卡米拉的訂婚消息於1973年刊登在《泰晤士報》。莎莉·貝德爾·史密斯聲稱，這則公告是由雙方的父母在他們不知情的情況下發出的，迫使安德魯求婚。他們於1973年7月4日在倫敦威靈頓軍營的近衛軍禮拜堂舉行天主教儀式結婚。當時卡米拉25歲，安德魯33歲。她的婚紗由英國時裝品牌貝爾維爾·沙遜設計，伴娘包括安德魯的教女艾瑪·赫伯特女爵。這場婚禮被視為「年度社交盛事」，共有800名賓客出席。出席儀式及宴會的皇室成員包括伊利沙伯二世的女兒安妮、其妹瑪嘉烈，以及伊利沙伯皇太后。

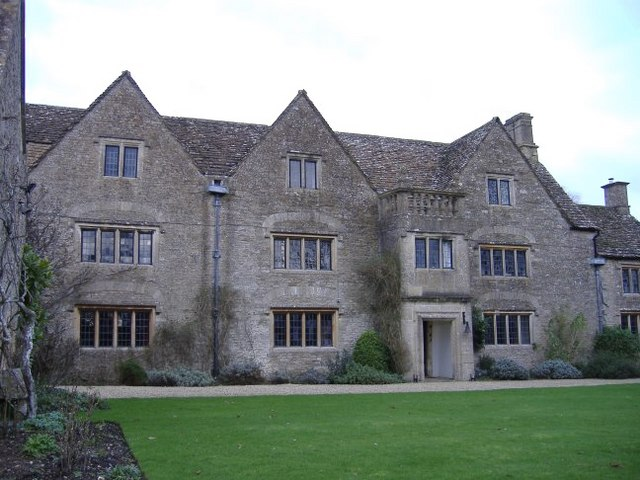
博萊海德莊園，位於威爾特郡阿靈頓

婚後，夫婦定居於威爾特郡，先後購置了阿靈頓的博萊海德莊園及科舍姆的米德爾威克別墅。他們育有兩名子女：湯姆（1974年生）與勞拉（1978年生）。湯姆是查理斯三世的教子。兩名子女均按父親的天主教信仰成長，尤其在祖母安·帕克·鮑爾斯在世期間；卡米拉則保持英國國教信仰，未改宗天主教。湯姆與父親同為麥克斯菲爾伯爵爵位的潛在繼承人。
1994年12月，在21年婚姻後，兩人以多年分居為由申請離婚。同年7月，卡米拉的母親羅莎琳德因骨質疏鬆症去世，卡米拉的父親稱此為「她的艱難時期」。1995年1月，倫敦家事法庭受理並批准了離婚申請。離婚於1995年3月3日正式生效。一年後，安德魯與羅絲瑪麗·皮特曼（Rosemary Pitman）再婚（後者於2010年去世）。

### 與查理斯的關係
據報導，卡米拉於1971年中旬認識了查理斯親王。安德魯於1970年結束了與卡米拉的戀情，並開始追求查爾斯親王之妹、菲利浦親王和伊莉莎白二世女王夫婦唯一的女兒安妮長公主。雖然卡米拉與查理斯屬於同一個社交圈，偶爾會參加相同的活動，但他們此前並未正式見面。賈爾斯·布蘭德雷斯指出，他們並非如普遍認為的那樣在一場馬球比賽中首次相遇。實際上，他們是在朋友露西婭·聖克魯斯（Lucía Santa Cruz）的家中首次見面，並由她正式介紹認識。兩人成為親密朋友，最終發展出戀愛關係，這段關係在他們的社交圈中廣為人知。作為情侶，他們經常在溫莎大公園的史密斯草坪（Smith's Lawn）觀看馬球比賽，查理斯也常在那裡打球。隨著關係日趨認真，查理斯在普倫普頓見了卡米拉的家人，並將她介紹給自己的部分家庭成員。這段關係在1973年初查理斯加入英國皇家海軍出海後暫停，並隨後突然結束。
關於這段關係結束的原因，有不同的說法。莎拉·布拉德福德在2007年的著作《戴安娜》（Diana）中提到，查理斯的舅祖父蒙巴頓勳爵的親信聲稱，蒙巴頓安排查理斯出海以結束與卡米拉的關係，為查理斯與其孫女阿曼達·納奇布爾的訂婚鋪路。另有消息指出，伊利沙伯皇太后反對查理斯與卡米拉交往，因為她希望查理斯娶她的密友費莫伊男爵夫人露絲·羅奇在史賓沙家族的其中一位孫女。其他來源則認為，卡米拉並不想嫁給查理斯，而是傾向於選擇安德魯，因為她自1960年代末以來與他分分合合——或者查理斯已決定自己30歲前不會結婚。
多數王室傳記作者認同，即使查理斯當時尋求許可，他也不會被允許與卡米拉結婚。根據查爾斯的表姑姐兼教母第二代緬甸的蒙巴頓女伯爵帕特里夏·納奇布爾的說法，當時一些宮廷侍從認為卡米拉不適合作為未來王后。她在2005年表示：「事後看來，可以說查理斯當初應該娶卡米拉。他們非常相配，我們現在知道了。但那時不可能。」「那時就是不可能。」儘管如此，兩人仍保持朋友關係。1979年8月，蒙巴頓勳爵遭臨時愛爾蘭共和軍刺殺身亡。查理斯悲痛欲絕，據稱他極度依賴卡米拉的安慰。在此期間，帕克·鮑爾斯夫婦的密友和馬球圈內開始流傳卡米拉與查理斯重燃親密關係的傳言。一名接近卡米拉的消息人士證實，到1980年他們確實已重新成為戀人。也有王室工作人員聲稱此事發生得更早。據稱，卡米拉的丈夫安德魯對這段婚外情持默許態度，而他自己在婚姻期間也有多名情人。然而，查理斯不久後開始與戴安娜·史賓沙女爵交往，並於1981年結婚。
這段婚外情在十年後因1992年《戴安娜：她的真實故事》的出版而公開，隨後在1993年爆發「衛生棉條門」（亦稱「卡米拉門」）錄音醜聞，當時卡米拉與查理斯的一段私密電話通話被秘密錄製，文字記錄被小報新聞公開。該書和錄音立即損害了查理斯的公眾形象，媒體也猛烈抨擊卡米拉。1994年，查理斯在《查理斯：個人身分，公眾角色》節目中向喬納森·丁布爾比談及他與卡米拉的關係。他在訪談中表示：「卡米拉是我的好朋友……長期以來一直是。未來也會長期如此。」他後來在訪談中承認，兩人的關係是在1986年他的婚姻「無可挽回地破裂」後重新開始的。

#### 形象重塑
在查理斯與戴安娜離婚後，他公開宣佈與卡米拉的關係「不容商議」。查理斯意識到這段關係正遭受大量負面報導，於是任命曾於1995年協助他重塑形象的馬克·博蘭來提升卡米拉的公眾形象。1997年7月，她在駕車前往海格洛夫莊園時與對向車迎頭相撞，但與對方駕駛均未受重傷。此後卡米拉開始以非正式伴侶身份陪同查理斯出席活動。1999年，兩人在倫敦麗茲酒店首次公開同框，出席她妹妹的生日派對，約200名來自全球的攝影師與記者見證了這一幕。2000年她隨查理斯赴蘇格蘭進行多場公務活動，2001年出任皇家骨質疏鬆症協會主席，由此正式進入公眾視野。
2000年，帕克·鮑爾斯在希臘前國王康斯坦丁二世的60歲生日宴會上，自她與查理斯關係公開後首次會見伊利沙伯二世。此次會面被視為女王對兒子戀情的默許。經過一系列公開與私人場合亮相後，女王於2002年邀請卡米拉參加她的登基金禧紀念活動，期間卡米拉在白金漢宮音樂會上獲安排坐於女王身後的王室專屬包廂。據報導，查理斯自費為她配備了兩名全職安保人員。儘管卡米拉仍保留1995年購於威爾特郡拉科克附近的雷米爾別墅，她最終搬入查理斯自2003年起的官邸克拉倫斯宮。2004年，她幾乎陪同查理斯出席所有公務活動，包括共同造訪蘇格蘭年度高地運動會的矚目行程。媒體紛紛猜測他們何時會宣布訂婚，隨時間推移，英國民調顯示公眾對這段婚姻的支持度逐漸上升。
儘管形象有所改善，卡米拉仍遭戴安娜支持者強烈反對，特別是在她與查理斯宣佈婚訊後，民眾透過投書全國性報紙表達不滿。這種情緒後來被噴子在Facebook和TikTok上透過虛構的戴安娜粉絲專頁與帳號加以嘲諷。2023年，《獨立報》在其「影響力榜單」（Influence List）中將卡米拉評為年度最具影響力女性，她其後在2024年及2025年繼續上榜。

### 第二次婚姻
2005年2月10日，克拉倫斯宮宣布了卡米拉與查理斯的訂婚消息。作為訂婚戒指，查理斯贈予卡米拉一枚據信是伊利沙伯皇太后在生下伊利沙伯二世時獲贈的鑽石戒指，採用鉑金材質，中央鑲嵌一顆方形鑽石，兩側各鑲嵌三顆長方形鑽石。作為未來的英格蘭教會最高領袖，查理斯與一位離婚女性的婚姻被視為具有爭議性，但在女王、政府和英格蘭教會的同意下，兩人得以成婚。女王、貝理雅以及坎特伯雷大主教羅雲·威廉斯通過媒體聲明表達了祝福。在訂婚宣布後的兩個月內，克拉倫斯宮收到了25,000封信件，其中「95%至99%表示支持」；同時也收到了908封仇恨郵件，其中更具威脅性和針對性的信件被移交警方調查。
他們原本計劃在溫莎城堡舉行結婚典禮，但政府後來發現若批准該場地舉行此類儀式，可能會引發問題，因此決定把場地改至溫莎市政廳。4月4日，婚禮由原本的4月8日推遲一天，以便查理斯和部分受邀貴賓參加教宗若望保祿二世的葬禮。
2005年4月9日是婚禮舉行的日子，雙方的父母並未出席。取而代之的是，卡米拉的兒子湯姆和查理斯的兒子威廉王子作為婚姻的見證人。不過，女王夫婦出席了祝福儀式。隨後，女王在溫莎城堡為新人舉辦了招待會。表演者包括溫莎城堡聖喬治禮拜堂合唱團、愛樂管弦樂團和威爾斯作曲家阿倫·霍迪諾特。作為結婚禮物，聖彼得堡的馬林斯基劇院信託基金邀請白俄羅斯女中音歌手葉卡捷琳娜·謝緬丘克到英國為這對新人演唱特別歌曲。婚禮後，兩人前往查理斯在蘇格蘭的鄉間住所伯克霍爾，並在蜜月期間首次共同履行公開職責。

## 康和公爵夫人

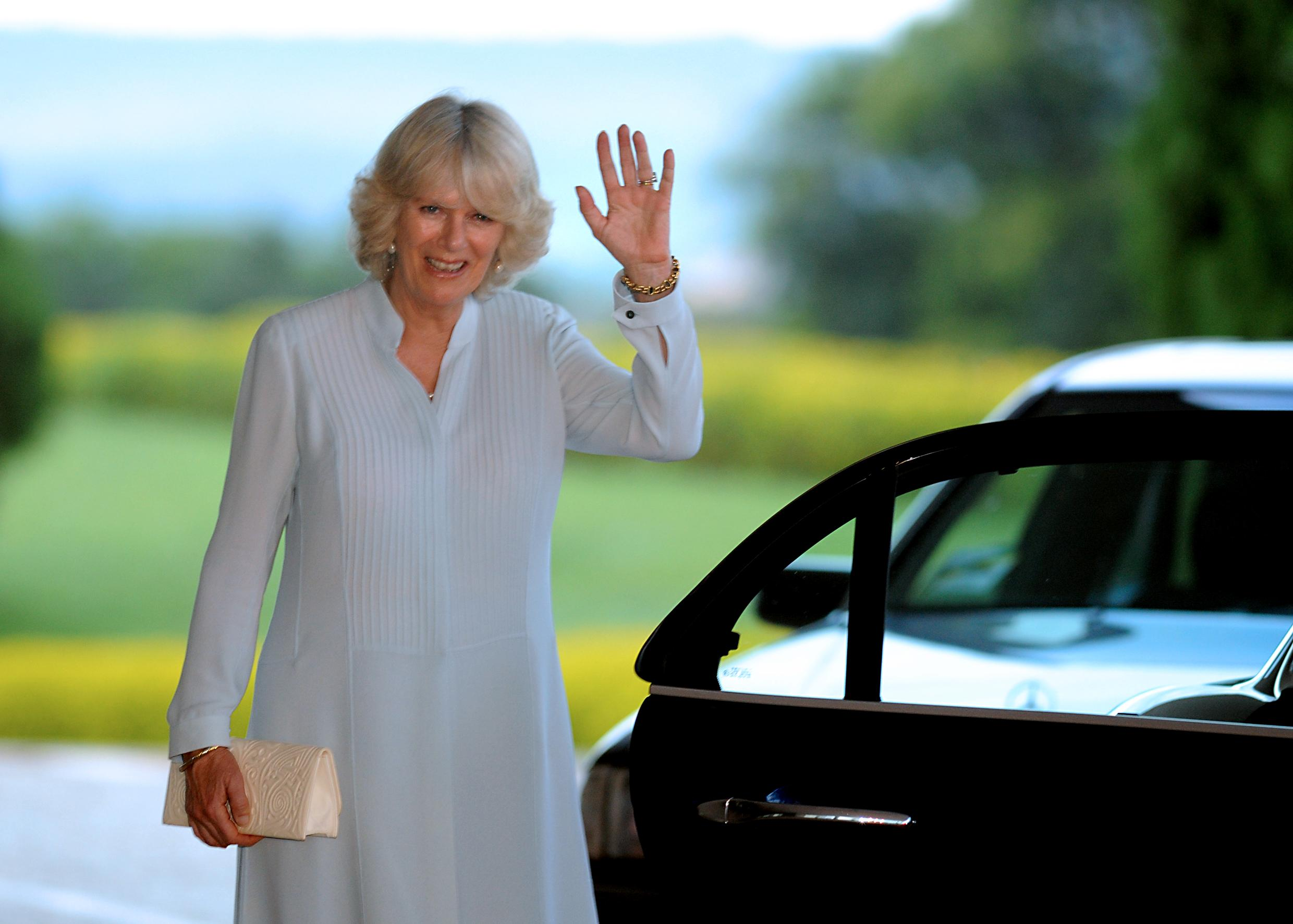
2009年，到訪巴西的卡米拉

卡米拉成為康和公爵夫人後，自動成為英國位階次序中地位第二高的女性，僅次於女王伊利沙伯二世，在其他英聯邦王國的位階次序中通常位列第五或第六，在女王、相應的總督、愛丁堡公爵和威爾斯親王之後。據透露，女王曾基於「血統原則」調整私人場合的位階次序，將公爵夫人列為第四，僅次於女王、長公主和女王堂妹雅麗珊郡主。婚後兩年內，女王賜予卡蜜拉多項王室成員的顯著標誌：將原本屬於太后的格雷維爾蜂窩頭飾（Greville Honeycomb Tiara）借給卡米拉使用，並授予她伊利沙伯二世皇室勳章的徽章。
婚後，查理斯的官方住所克拉倫斯宮也成為卡米拉的居所。夫婦倆亦常於伯克霍爾度假，並在格洛斯特郡的海格羅夫莊園舉行家庭聚會。2008年，他們入住威爾斯的利溫耶爾莫德，每年夏季及其他場合訪問威爾斯時居住於此。為與子女及孫輩共度私人時光，卡米拉仍保留雷米爾別墅（1995年至2003年間的住所）。

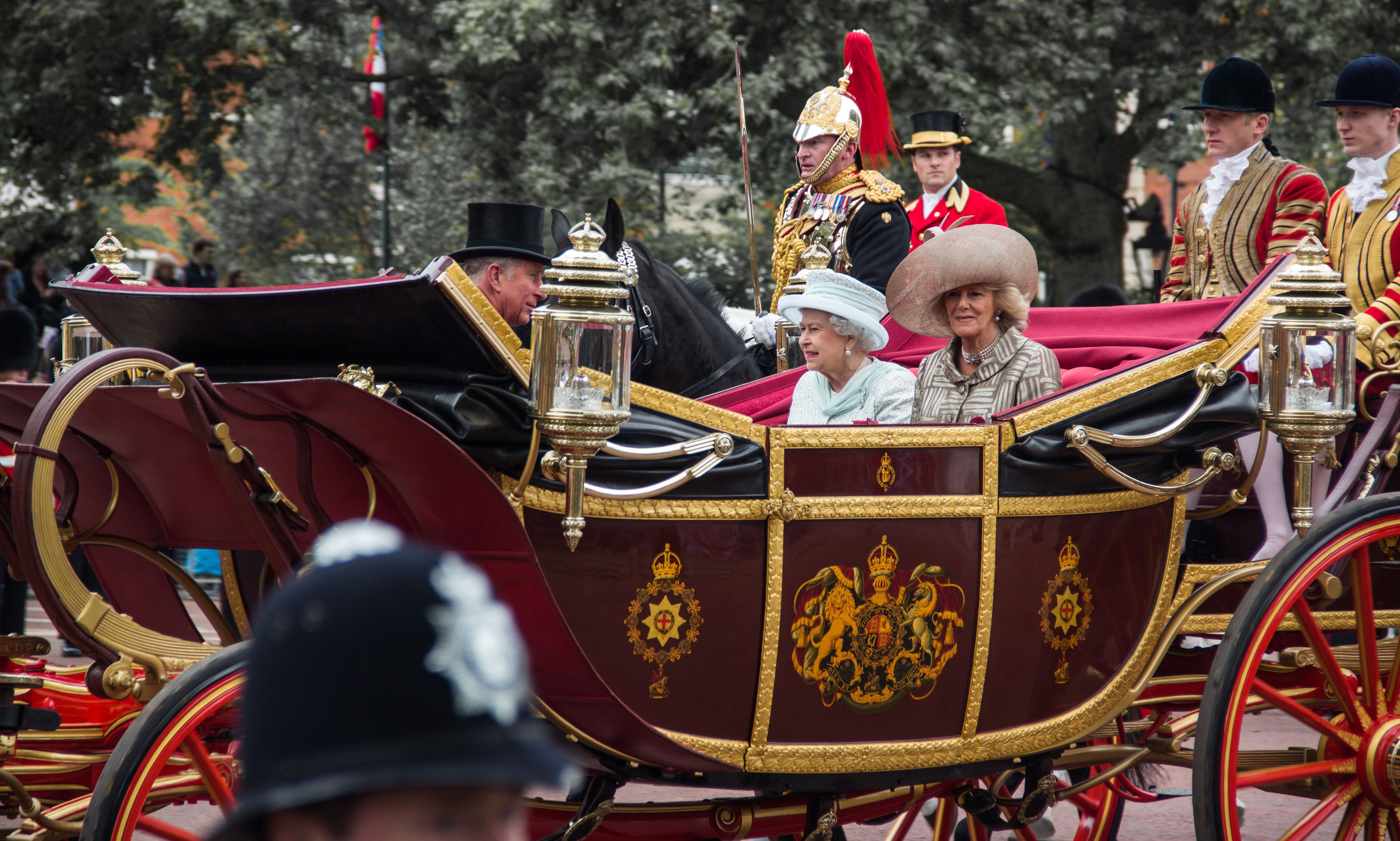
2012年，卡米拉與伊利沙伯二世及查理斯同乘1902年國家馬車

根據克拉倫斯宮一份未註明日期的聲明，卡米拉曾吸煙但已戒除多年。2007年3月，官方確認她接受了子宮切除術，但未公開細節。2010年4月，她在蘇格蘭徒步時左腿骨折。同年11月，卡米拉與查理斯的座車在學生抗議中遭示威者襲擊。克拉倫斯宮事後聲明：「查理斯親王與康和公爵夫人乘坐的車輛遭示威者攻擊，但兩人未受傷。」2011年，在新聞媒體電話竊聽醜聞中，查理斯和卡米拉被列入新聞媒體電話竊聽醜聞受害者名單。
2012年4月9日，即卡米拉與查理斯結婚七週年當日，女王授予卡米拉皇家維多利亞勳章。2015年，查理斯委託在龐德伯里村興建以卡米拉命名的酒吧「康和公爵夫人酒館」（Duchess of Cornwall Inn），於2016年開業。2016年6月9日，女王任命公爵夫人為英國樞密院成員。2022年1月1日，她授予卡米拉最尊貴嘉德勳章皇家女爵頭銜。2005年至2022年間，她共完成3,886場公開活動。

### 國內外行程

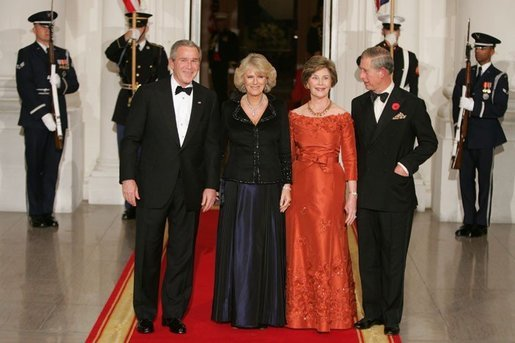
2005年11月，查理斯和卡米拉與喬治·布殊夫婦在白宮會面

卡米拉以康沃爾公爵夫人身份首次單獨公開行程是訪問南安普敦綜合醫院。她於2005年6月首次參加軍旗敬禮分列式，並隨後在白金漢宮的陽台上亮相。2005年11月，她前往美國，首次進行海外訪問，並在白宮會見喬治·布殊和勞拉·布什。隨後，卡米拉與查理斯訪問新奧爾良，視察颶風卡特里娜的影響，並會見受颶風影響的災民。2006年3月，兩人訪問埃及、沙特阿拉伯和印度。2007年，卡米拉主持了機敏號核潛艇和新冠達郵輪維多利亞女王號的船舶命名儀式。2007年11月，她與查理斯一同訪問烏干達和土耳其。2008年，兩人先後訪問加勒比地區、日本、文萊和印尼。2009年，他們訪問智利、巴西、厄瓜多爾、意大利和德國。期間，他們到訪梵蒂岡，並會見教宗本篤十六世。隨後他們訪問加拿大。2010年初，他們訪問匈牙利、捷克和波蘭。卡米拉因背部神經受壓而未能完成東歐行程的部分活動。2010年10月，她陪同查理斯前往印度德里參加2010年英聯邦運動會開幕式。

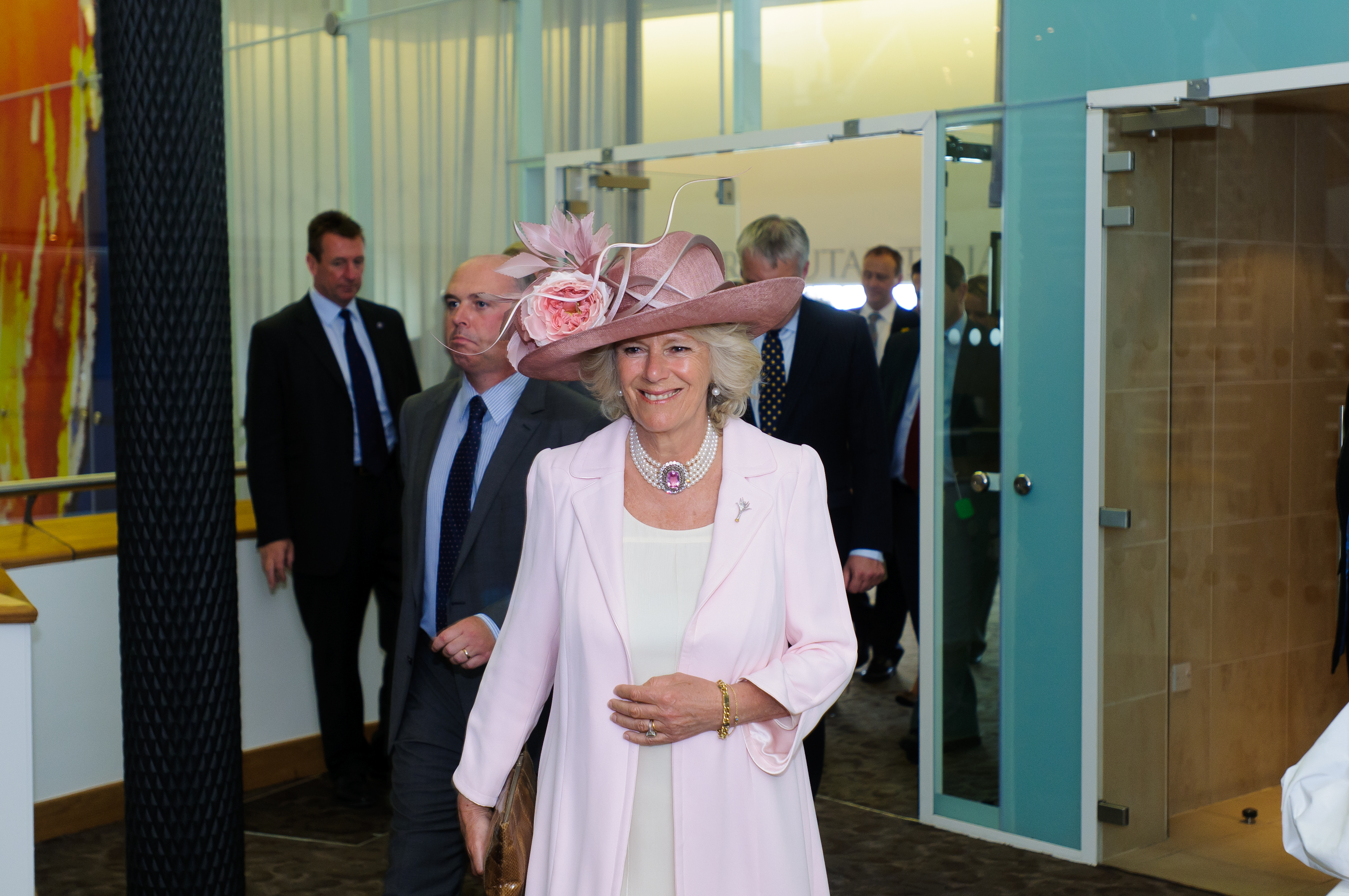
2011年6月7日，卡米拉在威爾斯卡迪夫威爾士議會大廈出席第四屆議會開幕式

2011年3月，卡米拉與查理斯訪問葡萄牙、西班牙和摩洛哥，並會見各國元首。2011年6月，卡米拉單獨代表英國王室出席2011年溫布頓網球錦標賽。2011年8月，她陪同查理斯訪問托特納姆，查看倫敦騷亂後的狀況。兩人於2012年2月再次訪問托特納姆居民，在騷亂六個月後與當地店主會面，了解他們的情況。2011年9月11日，卡米拉與戴维·卡梅伦及威爾斯親王一同參加九一一襲擊十周年紀念儀式。2011年11月，卡米拉與查理斯一同訪問英聯邦及波斯灣阿拉伯國家。他們訪問南非和坦桑尼亞，並會見兩國總統雅各布·祖瑪和賈卡亞·基奎特。
2012年3月，兩人訪問挪威、瑞典和丹麥，慶祝伊利沙伯二世登基鑽禧紀念。2012年5月，他們為慶祝鑽禧進行為期四天的加拿大訪問。2012年11月，他們訪問澳洲、新西蘭和巴布亞新幾內亞，進行為期兩週的鑽禧慶祝行程。在澳洲行程期間，他們出席2012年墨爾本盃，卡米拉為賽事冠軍頒發獎盃。2013年，兩人訪問約旦，會見阿卜杜拉二世和拉尼婭王后，並參觀敘利亞內戰中的敘利亞難民營。2013年5月，卡米拉首次出席國會開幕大典，同月，她到訪巴黎，是首次單獨出訪英國以外的國家。同年，她與查理斯出席荷蘭國王威廉-亞歷山大的就職典禮，以及前任女王碧翠斯的卸任慶祝活動。

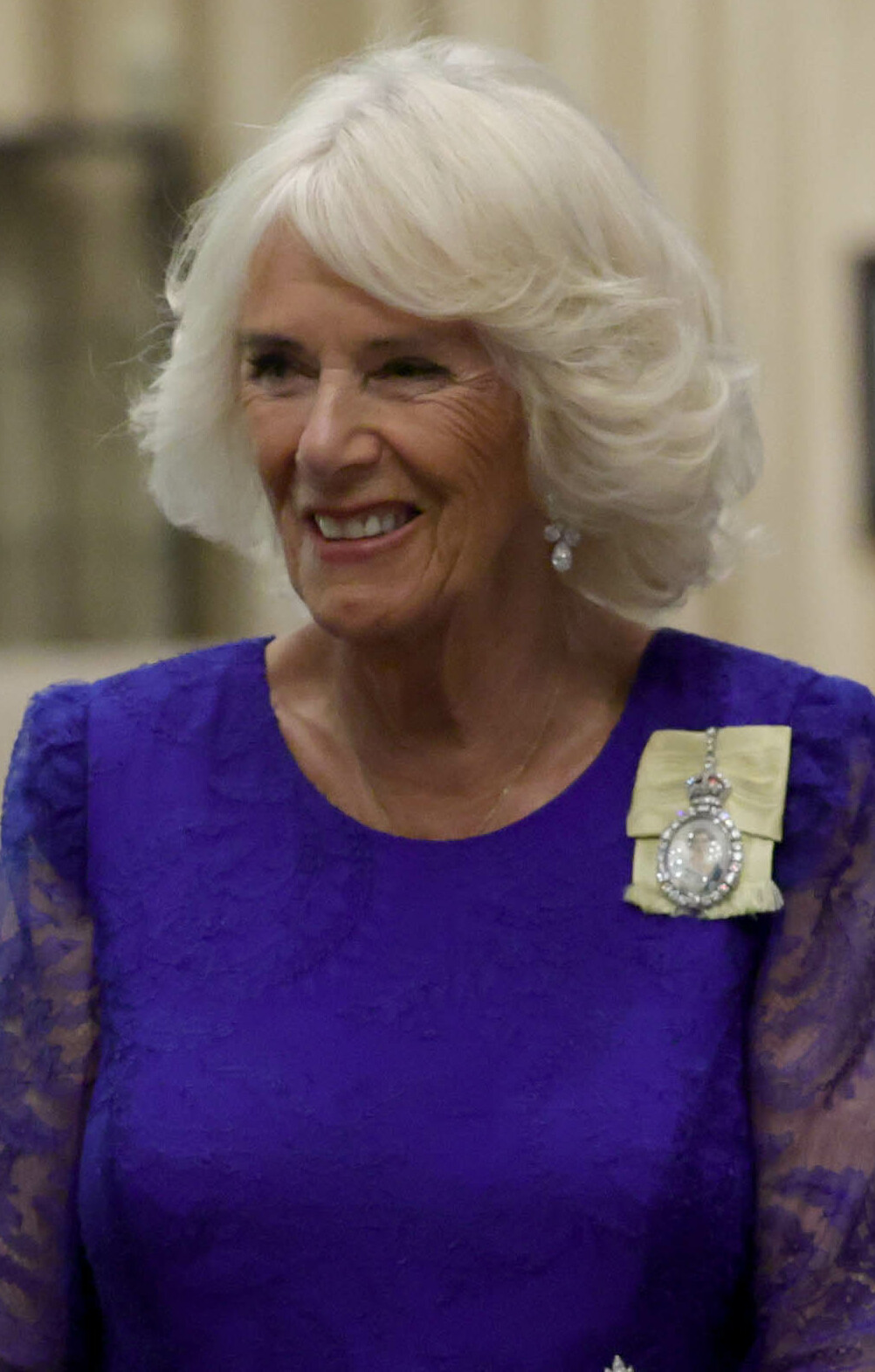
2022年6月，卡米拉到訪盧旺達

2014年6月，卡米拉與查理斯出席法國諾曼第登陸70周年紀念活動，同年11月，他們展開為期九天的墨西哥和哥倫比亞訪問。2015年5月，他們訪問北愛爾蘭，並首次聯合訪問愛爾蘭共和國。2018年4月，他們訪問澳洲並出席2018年英聯邦運動會開幕式。同年11月，他們還訪問西非國家岡比亞、加納和尼日利亞。2019年3月，查理斯與卡米拉正式訪問古巴，成為首對訪問該國的英國王室成員，以加強英國與古巴的關係。2020年1月，卡米拉代表英國出席波蘭奧斯威辛-比克瑙解放75周年紀念活動。2021年3月，兩人自2019冠狀病毒病疫情爆發後首次正式外訪，應希臘政府邀請訪問希臘，慶祝希臘獨立200周年。2022年3月，他們訪問愛爾蘭共和國，慶祝伊利沙伯二世登基白金禧紀念。2022年5月，兩人為慶祝白金禧進行為期三天的加拿大訪問。

## 王后生涯

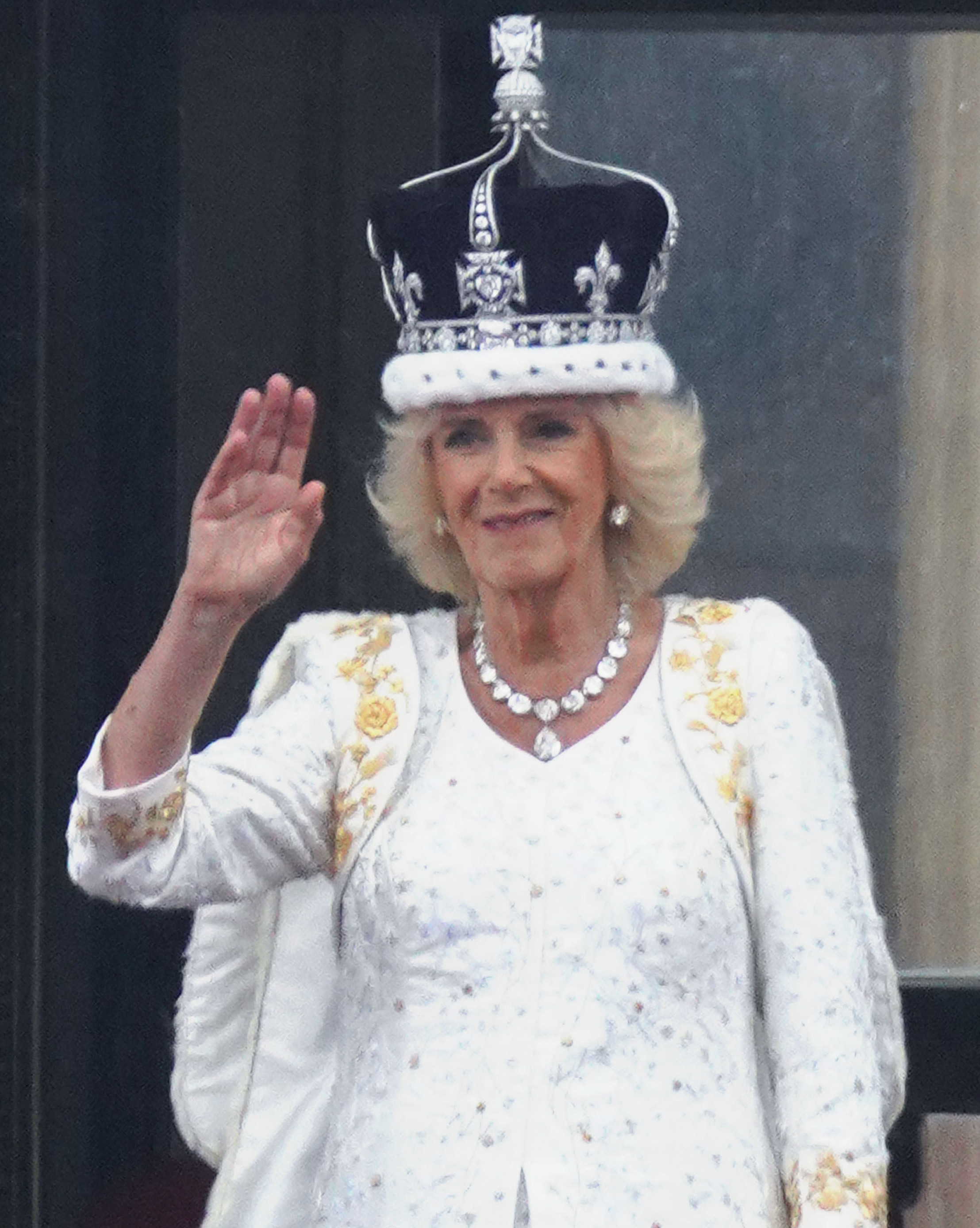
加冕日當天的卡米拉

2022年9月8日，伊利沙伯二世逝世，卡米拉因丈夫查理斯三世繼位而成為王后。查理斯在首次全國講話中稱讚其「親愛的妻子」卡米拉「充滿愛心的協助及對職責堅定不移的奉獻」。9月10日，她出席登基會議，見證查理斯正式被宣告為國王，並與繼子威廉一同擔任見證人。
繼位後，卡米拉宣布以新職位“王后同伴”（queen's companion）取代傳統的宮廷女官角色，此職務更為臨時且非正式，僅在官方活動中協助她，不涉及信件回覆或日常規劃。
查爾斯三世和卡蜜拉王后加冕禮於2023年5月6日在倫敦西敏寺舉行。2023年6月16日，白金漢宮宣布國王任命她為薊花勳章成員。7月5日，她陪同查理斯出席聖吉爾斯大教堂的國家感恩儀式，接受蘇格蘭榮耀。同月，王室宣布與前任君主配偶菲臘親王不同，卡米拉不會獲得議會年金，其活動資金將改由君主撥款支付。

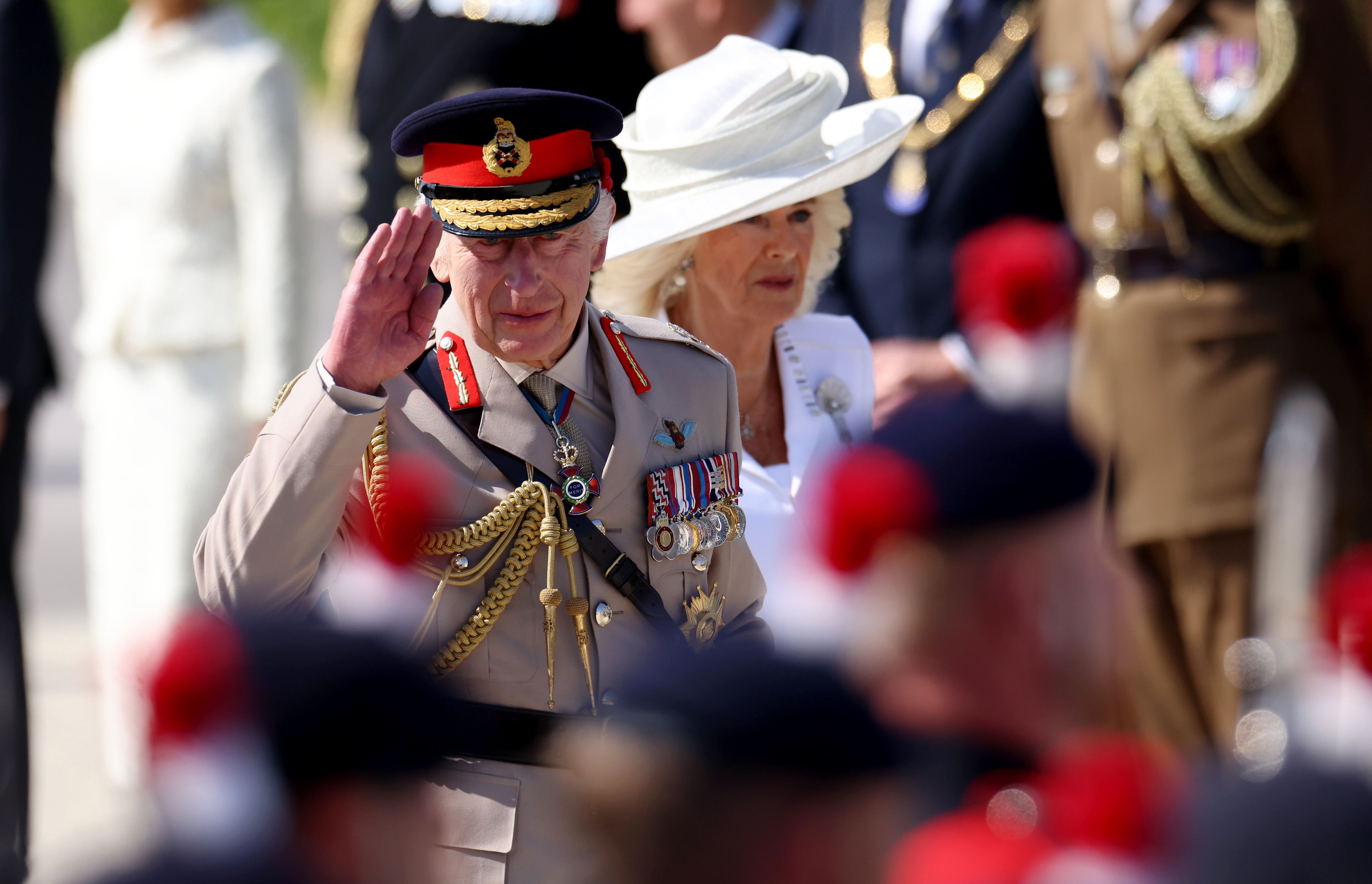
2024年6月，卡米拉與查理斯出席法國諾曼第登陸80週年紀念活動

2023年3月，卡米拉陪同查理斯對德國進行國事訪問，此為其即位後首次外訪。同年9月至10月，國王與王后對法國及肯亞進行國事訪問。11月，卡米拉與查理斯共同出席其即位後首次國會開幕大典。
因查理斯在2024年確診癌症，王后代其出席西敏寺的大英國協日儀式及伍斯特座堂的皇家濯足節活動，成為首位在皇家濯足節活動中分發紀念硬幣的君主配偶。6月，兩人赴諾曼第出席諾曼第登陸80週年紀念活動。10月，卡米拉與查理斯訪問澳洲及薩摩亞。次月，她因胸部感染取消多場公開活動，後證實為肺炎。
查理斯夫婦在義大利國事訪問期間造訪梵蒂岡，並於2025年4月9日——兩人結婚20週年紀念日——在聖瑪爾大之家會見正從肺炎康復的教宗方濟各。方濟各於12天後辭世。2025年5月，卡米拉陪同查理斯對加拿大進行兩日訪問，期間宣誓成為加拿大樞密院成員。

## 慈善工作

### 名譽或贊助職務
卡米拉是100多個慈善機構和組織的贊助人或主席。她是皇家海軍醫療隊的名譽准將，並於2012年1月訪問了訓練艦“優秀號”，為從阿富汗服役歸來的海軍醫療團隊頒發獎章。她還是其他贊助機構的名譽成員，並於2012年2月當選為格雷律師學院的律師公會主管2013年2月，她被任命為阿伯丁大學的名譽校長，並於2013年6月正式就職。她是阿伯丁大學首位女性校長，也是自1860年該職位設立以來首位擔任此職位的王室成員。

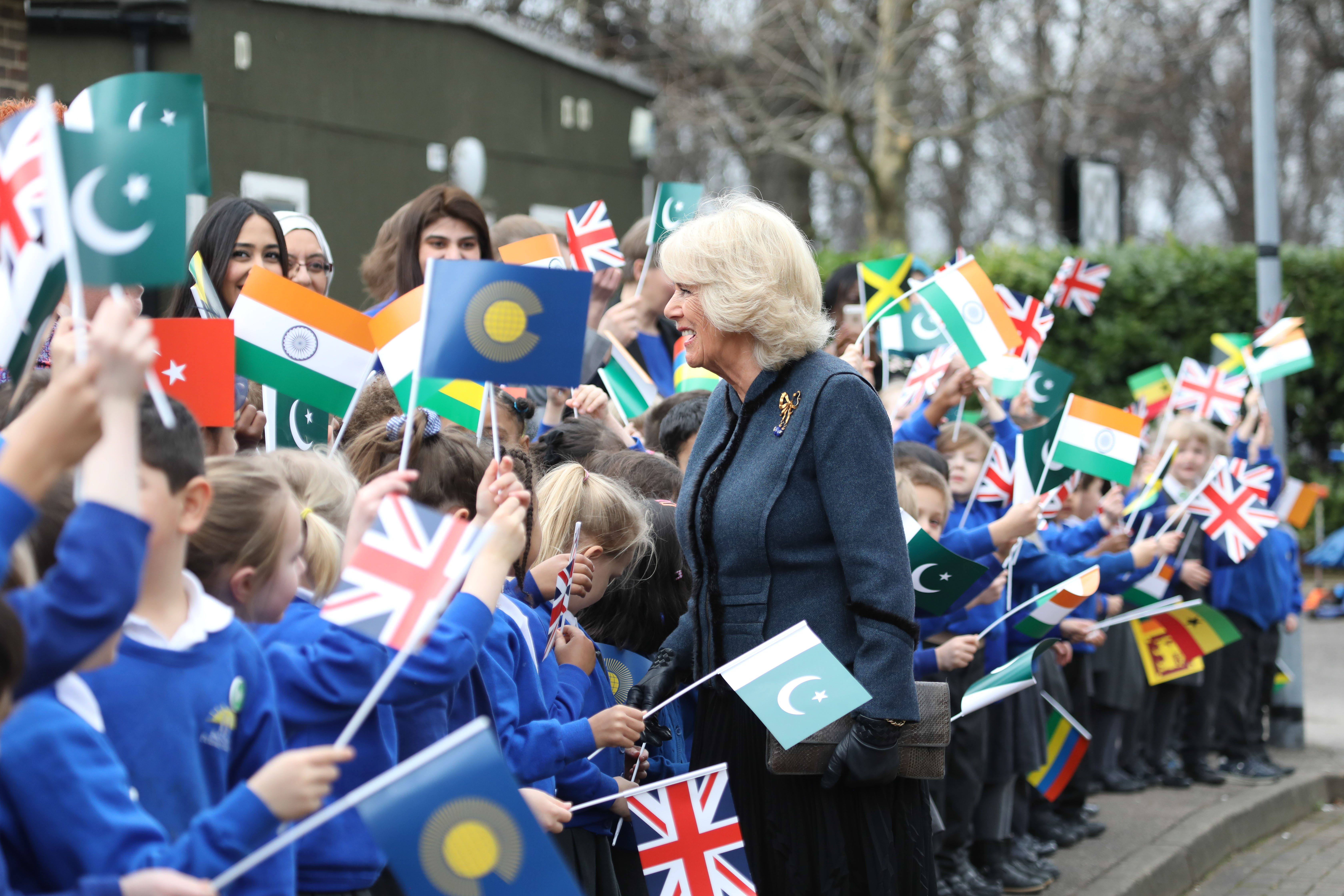
2018年，卡米拉在巴恩克羅夫特小學（Barn Croft Primary School）參加英聯邦大午餐會（Commonwealth Big Lunch）活動。自2013年起，她一直是該活動的贊助人。

2015年，卡米拉被宣布為世界女性藝術節的主席。這是一個年度節日，旨在慶祝女性與女孩的成就，並探討她們在全球面臨的障礙，尤其是家庭暴力問題。2018年和2020年，她分別成為皇家英聯邦協會和皇家舞蹈學院的副主席，這兩個組織此前由伊利沙伯二世贊助。2022年3月，作為皇家志願服務的主席，卡米拉發起了該組織的白金冠軍獎（Platinum Champions Awards），以表彰公眾提名的70名志工為改善社區生活所做的努力。同月，女王任命卡米拉為倫敦皇家國家劇院的贊助人，這一職位此前由卡米拉的繼媳薩塞克斯公爵夫人梅根擔任。2024年1月，卡米拉成為英國安妮·法蘭克信托基金（Anne Frank Trust UK）的首位王室贊助人。
2024年5月，經過對王室贊助職務和慈善主席職位的全面審查，卡米拉接手了15個新的贊助職務，包括陸軍慈善基金、皇家舞蹈學院、皇家志願服務、皇家文學基金、聖凱瑟琳皇家基金會以及女王社區護理學院。

### 骨質疏鬆症
1994年，卡米拉的母親因該病去世後，她成為國家骨質疏鬆症協會的成員。她的外祖母也於1986年因該病去世。1997年，她成為該慈善機構的贊助人，並於2001年在查理斯的陪同下，於一場高度公開的活動中被任命為主席。2002年，她發行了一本迷你書《健康指南：維生素和礦物質》（A Skeleton Guide to a Healthy You, Vitamins and Minerals），旨在幫助女性預防該病。次月，她與來自全球的13位傑出女性一同參加了「國際女性領袖圓桌會議：探討骨質疏鬆症診斷與治療報銷障礙」會議。該活動由國際骨質疏鬆症基金會組織，並由約旦王后拉尼婭主持，期間她發表了首次公開演講。這場在葡萄牙里斯本舉行的國際會議匯聚了全球公眾人物，聚焦骨質疏鬆症治療，並呼籲各國政府提供協助。2004年，她參加了由愛爾蘭骨質疏鬆症學會在都柏林舉辦的另一場會議。次年，她訪問了美國馬里蘭州的美國國家衛生院，向高層健康專家介紹骨質疏鬆症。

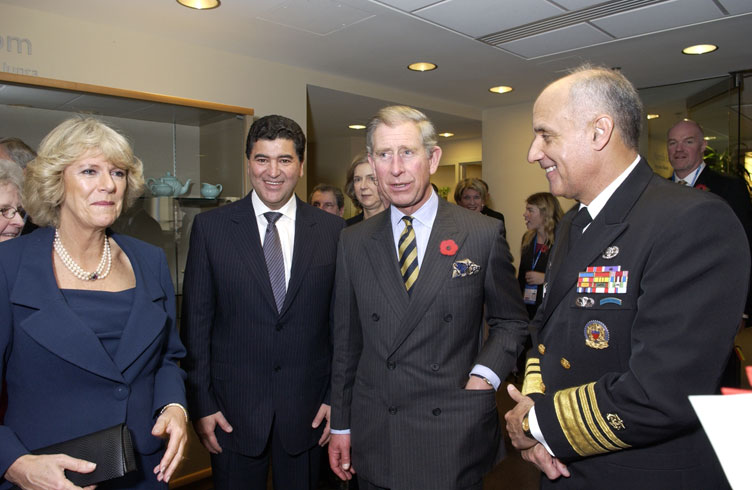
2005年11月，美國國立衛生研究院院長埃利亞斯·澤爾霍尼歡迎查理斯和卡米拉到訪，與衛生局長理查德·卡莫納及其他健康官員討論骨質疏鬆症。

2006年，卡米拉發起了「大骨行走」活動（Big Bone walk campaign），帶領90名兒童及骨質疏鬆症患者，在蘇格蘭巴爾莫勒爾莊園的穆克湖周圍進行10英里的步行和攀爬，為慈善機構籌款。該活動籌集了20萬英鎊，並幾乎每年持續舉辦，成為該慈善機構的主要籌款活動之一。2011年，她在英國廣播公司廣播劇《阿徹一家》中客串出演自己，以提高公眾對該病的認識；2013年，她與電視節目《舞動奇蹟》合作，為國家骨質疏鬆症學會籌款。截至2006年，她已在英國及全球超過60場活動中發表演講，並開設了骨密度掃描單位和骨質疏鬆症中心以幫助患者。幾乎每年，卡米拉都會參與世界骨質疏鬆日，於10月20日在英國各地參加活動。她持續參加全球會議，並與健康專家會面以進一步討論該病。
由於她在全球提高骨質疏鬆症意識方面的貢獻，卡米拉於2005年獲得美國慈善機構頒發的埃塞爾·勒弗拉克獎（Ethel LeFrak award），並於2007年獲得國家骨質疏鬆症學會頒發的科恩基金會獎（Kohn Foundation Award）。2007年7月，卡米拉在特魯羅的皇家康沃爾醫院為「康沃爾公爵夫人骨質疏鬆症中心」（Duchess of Cornwall Centre for Osteoporosis）揭幕。同年，倫敦國王學院授予她榮譽院士的稱號，以表彰她提高骨質疏鬆症公眾意識的努力。2009年，國家骨質疏鬆症學會設立「康沃爾公爵夫人獎」（後更名為“王后骨質疏鬆症獎”），以表彰在骨質疏鬆症領域的成就。2016年，她獲得南安普敦大學頒發的榮譽博士學位，以表彰她在提高骨質疏鬆症意識方面的努力。2019年，國家骨質疏鬆症學會更名為皇家骨質疏鬆症學會。

### 性侵犯受害者
2009年，卡米拉參觀了九間強姦危機中心並聽取倖存者的經歷後，開始提高公眾意識並倡導幫助性侵犯受害者克服創傷的方法。她經常在克羅伊登的一間強姦危機中心與受害者交談，並在走訪英國各地及海外巡訪時參觀其他中心，與工作人員及受害者會面。2010年，她與倫敦市長鮑里斯·約翰遜一同在倫敦西部的伊靈為強姦受害者開設了一間中心。該中心後來擴展至其他地區，包括希靈登、富勒姆、豪恩斯洛和漢默史密斯。2011年，卡米拉在埃塞克斯郡的布倫特伍德社區醫院（Brentwood Community Hospital）開設了「埃塞克斯橡樹園性侵轉介中心」（Oakwood Place Essex Sexual Assault Referral Centre）。她是威爾特郡博比車信託（Wiltshire Bobby Van Trust）的贊助人，該機構為犯罪及家庭虐待受害者提供家居安全服務。她也是慈善機構SafeLives的贊助人，該機構致力於反對家庭虐待及暴力。
2013年，卡米拉在克拉倫斯宮舉辦了一場會議，召集強姦受害者及支持團體。時任檢察總長基爾·斯塔默及內政大臣文翠珊（兩人後來均成為首相）出席了活動。會上，她提出了一項幫助受害者的計劃：由克拉倫斯宮工作人員製作的約750個洗漱包，內含高級洗護用品，分發給各中心的受害者。卡米拉是在參觀德比郡的一間中心，並詢問受害者需要什麼來幫助他們在創傷及法醫檢查後放鬆時，想到這個舉措。據克拉倫斯宮表示，這是首次有高層人物專門聚焦強姦與性虐待議題的會議。同年，卡米拉訪問北愛爾蘭，並在安特里姆地區醫院開設了一間性侵轉介中心，名為「羅文中心」（The Rowan），是北愛爾蘭首間為強姦及性虐待受害者提供幫助與安慰的中心。2016年3月，卡米拉與丈夫訪問西巴爾幹半島期間，參觀了蒙特內哥羅的聯合國兒童基金會項目，並討論了兒童性虐待問題，還預覽了一款旨在保護兒童免受網絡性侵害的新應用程式。次年，她與零售及藥妝連鎖店博姿合作，推出了一款洗漱包系列，分發給英國各地的性侵轉介中心。截至2024年，該計劃已捐贈超過50,000個裝有洗護用品的洗漱包，供性侵轉介中心在法醫檢查後提供給受害者。
2020年5月，卡米拉支持了SafeLives的「伸出援手」（Reach In）活動，鼓勵人們關注身邊可能遭受家庭暴力的人。2020年7月，她客串撰寫了BBC廣播五台的《艾瑪·巴尼特秀》（The Emma Barnett Show），節目中討論了家庭暴力問題。2021年9月，卡米拉被任命為尼日利亞首間性侵轉介中心「米拉貝爾中心」（Mirabel Centre）的贊助人。2021年10月，她在項目啟動儀式上發表演講，該項目由世界女性基金會及倫敦大學伯貝克學院支持，旨在教育公眾認識性暴力問題。她對莎拉·埃弗拉德之死表示震驚，並呼籲男女共同打破圍繞性侵的「沉默文化」。
2022年2月，卡米拉與文翠珊支持了由英格蘭國民保健署發起的活動，鼓勵性侵及家庭虐待倖存者尋求幫助。該活動亦強調了英格蘭性侵轉介中心（SARCs）提供的支援。該活動於「性虐待與性暴力意識週」（Sexual Abuse and Sexual Violence Awareness Week）首日發布。她還參觀了位於西倫敦的「避風港帕丁頓」（Haven Paddington）性侵轉介中心，以及位於艾爾斯伯里的家庭虐待倖存者慈善機構「泰晤士河谷夥伴」（Thames Valley Partnership）。2022年11月，卡米拉在成為王后後首次於白金漢宮舉辦招待會，旨在提高對婦女及女童暴力問題的關注，活動正值聯合國年度「16日反對性別暴力行動」（16 Days of Activism against Gender-Based Violence）期間。她與威塞克斯伯爵夫人蘇菲、約旦王后拉尼婭、比利時王后瑪蒂爾德、丹麥王儲妃瑪麗及烏克蘭第一夫人歐倫娜·澤倫斯卡一同出席。她與家庭虐待倖存者及相關倡議人士的合作在2024年11月的ITV紀錄片《女王陛下：閉門之後》（Her Majesty The Queen: Behind Closed Doors）中有所提及。

### 閱讀推廣

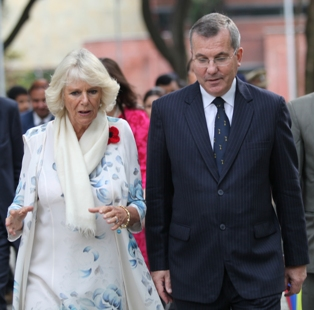
卡米拉於2013年11月訪問印度期間到訪杜恩公學，與該校校長彼得·麥克勞林合影。

作為一名熱愛閱讀的人，卡米拉是識字的積極倡導者。她是國家識字信託及其他識字慈善機構的贊助人，經常訪問學校、圖書館和兒童組織，為孩子們朗讀故事。此外，她參與識字慶祝活動，包括國際掃盲日和世界圖書與版權日。2011年，她捐款支持《倫敦旗幟晚報》的識字運動，並接替菲臘親王成為英國圖書信託基金會的贊助人。卡米拉還發起並持續推動多項倡議以促進識字能力。2013年，她在國家識字信託的活動演講中表示：「我堅信激發下一代對閱讀的熱情至關重要。我很幸運有一位熱愛書籍且擅長講故事的父親。在這個文字與其他事物爭奪注意力的時代，我們需要更多『識字英雄』來激勵年輕人發現閱讀的樂趣與力量。」
自2014年起，卡米拉擔任「女王英聯邦作文競賽」（Queen's Commonwealth Essay Competition）的贊助人。該活動由皇家英聯邦協會主辦，邀請英聯邦各地的年輕作家以特定主題撰寫文章，卡米拉每年負責啟動競賽。2015年起，她參與BBC廣播二台發起的競賽，鼓勵兒童創作並分享故事，並於2018年成為榮譽評審。2019年，她支持賈爾斯·布蘭德雷斯的「詩歌共賞」（Poetry Together）計劃，旨在通過詩歌朗誦連結不同世代。
2021年1月，卡米拉推出線上讀書會「康沃爾公爵夫人閱讀室」（The Duchess of Cornwall's Reading Room），供讀者、作家和文學社群交流。2022年1月，她與成員推廣在英國各地的電話亭放置書籍。2023年2月，該讀書會更名為「王后閱讀室」（The Queen's Reading Room）並註冊為慈善機構。首屆「王后閱讀室節」（Queen's Reading Room Festival）於6月11日在漢普敦宮舉行，嘉賓包括茱蒂·丹契、理查·E·格蘭特、羅伯特·哈里斯、凱特·摩斯等名人。此後該活動成為年度盛事。2025年3月，她設立「王后閱讀室獎章」（Queen's Reading Room Medal），表彰推動社區閱讀的貢獻者。
2021年10月，卡米拉成為慈善組織「銀髮故事」（Silver Stories）的贊助人，該組織透過鼓勵年輕人透過電話閱讀故事，將年輕人與老年人聯繫起來。2022年5月，她接替菲臘親王成為國際圖書援助組織的贊助人。同年7月，她在75歲生日前夕啟動「生日書籍計劃」（Birthday Books Project），為英國弱勢地區的75所小學建立以幸福為主題的迷你圖書館。2023年5月，作為國家識字信託贊助人，卡米拉在布里斯托的希爾漢普頓小學開設首間「加冕圖書館」（Coronation library），並計劃於2023至2024年間在全英識字率偏低社區設立50間同類圖書館。同年9月，她與碧姬·馬克龍在巴黎的法國國家圖書館共同發起文學理解獎（Entente Littéraire Prize），旨在表彰青少年小說並強化兩國文化聯繫。2024年1月，卡米拉主導的「現代微型圖書館」（Modern-Day Miniature Library）為瑪麗王后娃娃屋新增20位當代作家的手稿，反映英國現代文學風貌。

### 其他領域
卡米拉是動物福利的支持者，也是許多動物福利慈善機構的贊助人，包括巴特西狗貓之家和布魯克的主席。她經常參觀其他動物收容所以表示支持並了解動物們的照顧情況。卡米拉曾飼養兩隻名為Rosie和Tosca的傑克羅素㹴，並分別於2011年和2012年從巴特西狗貓之家領養了兩隻同品種的救援犬Beth和Bluebell，隨後在2025年又領養了一隻名為Moley的救援犬。2012年，她在薩默塞特郡蘭福德的布里斯托大學獸醫學院開設了兩家獸醫設施，為生病的動物提供治療。2015年，她與百貨公司福南梅森合作，出售250罐由她威爾特郡私人花園中的蜜蜂生產的蜂蜜；這些每罐售價20英鎊的蜂蜜在兩週內售罄，所得款項捐給了她擔任贊助人的“醫療偵查犬”（Medical Detection Dogs）慈善機構。此後，她每年都會向福南梅森發送限量版蜂蜜，所得款項捐給她支持的其他慈善機構。
卡米拉支持全球各地致力於消除貧困和無家可歸的組織。她是“以馬忤斯”慈善組織的贊助人，2013年，在她獨自前往巴黎的旅行中，她參觀了該慈善機構在該市的工作。同樣地，她堅定支持儲蓄互助社，她表示這些合作社是「金融領域的真正變革力量，服務於人民而非利潤」，並且「提供了一個友好的金融社區，成員可以從建議以及儲蓄賬戶和貸款中相互受益。」她每年都會邀請來自她贊助的海倫與道格拉斯之家和羅爾德·達爾的奇妙兒童慈善機構的殘疾和絕症兒童到克拉倫斯宮共進午餐，他們還會一起裝飾聖誕樹。她還支持健康飲食、反女性割禮，以及藝術和文化遺產相關的組織和計劃。
2022年3月，在俄羅斯入侵烏克蘭期間，卡米拉向《每日郵報》的難民活動捐贈了「可觀」的款項。2023年2月，她與查理斯向災害緊急委員會捐款，幫助2023年土耳其-敘利亞地震的受害者。

## 時尚風格

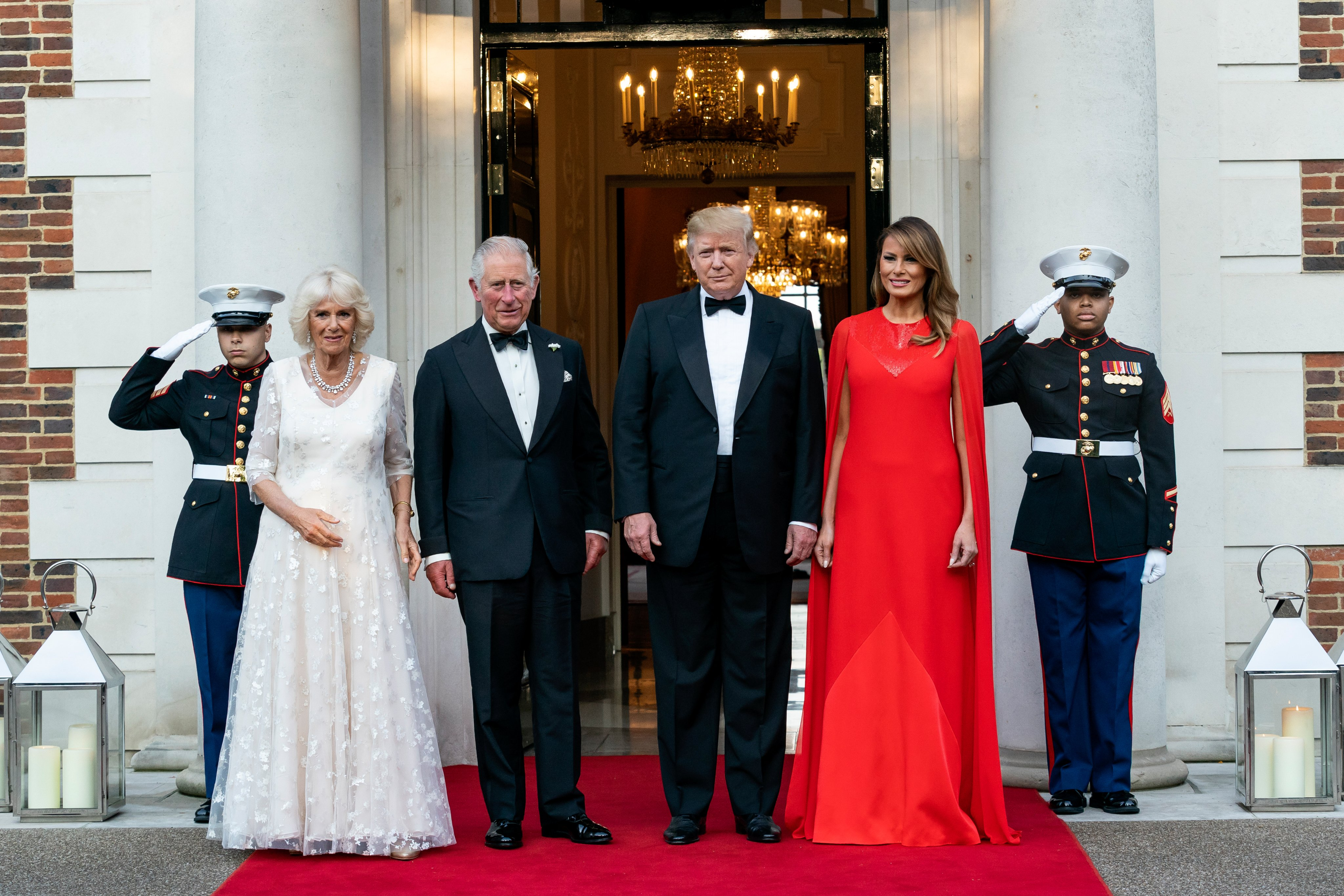
2019年，卡米拉（左）身穿白色禮服出席正式晚宴

卡米拉曾於1994年登上理查德·布萊克威爾的「十大最差穿著女性」名單，並在1995年、2001年和2006年再次上榜。婚後數年，她逐漸發展出自己的風格，並嘗試多位知名時裝設計師的服裝與造型。據稱她偏愛「標誌性的茶會裙與襯衫裙款式」，並青睞「裸色、白色與海軍藍色調」以及「圓領設計」。她的珠寶收藏亦獲得好評。2018年，《尚流》將她列入英國最佳穿著人士名單，讚揚其帽飾選擇「為女帽工藝贏得好名聲」。查理斯與卡米拉更於2022年及2023年蟬聯《尚流》社會權力指數榜首。2024年，該雜誌將她列入歐洲最迷人王室成員名單。
2022年，卡米拉首次為英國版《Vogue》獨家拍攝雜誌大片，亮相於2022年7月號。拍攝於克拉倫斯宮進行，所有服裝均選自其私人衣櫥。2023年，她獲選為英國版《Vogue》「The Vogue 25」年度人物之一，該名單表彰推動英國社會進步的影響力女性。針對善待動物組織的詢問，白金漢宮於2024年5月聲明卡米拉未來將「不再購置任何新皮草服飾」。

## 頭銜、皇家標記及紋章

### 頭銜與稱號
卡米拉與查理斯結婚後，獲封「康沃爾公爵夫人殿下」的稱號。在蘇格蘭，她則被稱為「羅撒西公爵夫人殿下」。法律上，卡米拉是威爾斯王妃，但為順應公眾對她的負面觀感，她選擇採用其丈夫最高附屬頭銜「康沃爾公爵」的女性形式。2021年，菲臘親王去世後，查理斯繼承了父親的頭銜，卡米拉因此也正式成為愛丁堡公爵夫人，直至查理斯於次年繼位。
克拉倫斯宮在2005年查理斯與卡米拉的婚禮上宣布，查理斯繼位後，卡米拉將使用「王妃」（Princess Consort）而非「王后」的稱號。這一承諾與最初的「公爵夫人」頭銜一樣，反映了公眾對她的不認可。然而，歷史上並無此類稱號的先例，且根據普通法，卡米拉本應成為王后。隨着公眾對她的接受度提高，2005年的聲明被悄然擱置。2022年，伊利沙伯二世在登基日聲明中表示，她「真誠希望」查理斯繼位後，卡米拉能獲「王后」稱號。
2022年9月8日查理斯繼位後，卡米拉正式成為王后。起初，她使用的稱號，以區別於剛逝世的伊利沙伯二世。2023年5月6日加冕後，她的稱號改為，與過往的王后稱號一致。

### 榮譽
卡米拉是最崇高嘉德勳章的皇家女騎士、最古老與最崇高薊花勳章的額外女騎士、皇家維多利亞勳章的女爵大十字騎士、最卓越大英帝國勳章的總大師與首席女爵大十字騎士、伊利沙伯二世皇室勳章的獲頒者、查爾斯三世王室勳章的獲頒者以及英國樞密院與加拿大樞密院的成員。

### 紋章
|  | 備注2005年7月14日，在卡米拉58歲生日時，克拉倫斯宮宣布伊利沙伯二世授予她個人使用的紋章。據報導，伊利沙伯二世、查理斯和卡米拉均對紋章的設計表現出「濃厚興趣」，並由嘉德首席紋章官彼得·格溫-瓊斯負責設計。2023年查理斯繼位為國王後，又頒發了新的紋章。卡米拉的紋章以拼接方式呈現，右側為皇家紋章，左側為其父親的紋章。 採用日期2023年2月21日（首次授予於2005年7月14日） 冠冕都鐸王冠 盾紋左方為皇家紋章，右方為尚德家族紋章，上方為王冠。 扶盾者右側為金獅直立戴王冠，左側為藍野豬金爪金舌紅喉，頸戴十字與百合花冠，金鏈繞背並以金環終結。 勳章嘉德勳章綬帶：心懷邪念者蒙羞（法語：Honi soit qui mal y pense） 旗幟 卡米拉的紋章與皇家旗結合的旗幟 象徵紋章包含卡米拉父系尚德家族（來自亞伯丁郡克雷格）的象徵元素。野豬頭可能與亞伯丁郡顯赫的戈登家族有關，其紋章亦包含野豬頭。星星可能源自與使用星星紋章的家族聯姻，如亞伯丁郡的布萊克霍爾家族或里德家族。十字用於區分專屬於卡米拉父親布魯斯·尚德少校的家族紋章。卡米拉的藍野豬護盾獸呼應尚德少校的冠飾（「藍野豬站立，紅舌紅爪，右前腳踏紅星」）。 歷史版本 最初作為康沃爾公爵夫人的紋章未包含嘉德勳章（她於2022年獲授）。2012年至2022年間，其紋章配戴皇家維多利亞勳章圓環，並附大十字勳章。 |

## 先祖
卡米拉的祖先主要為英格蘭人，同時也具有荷蘭、蘇格蘭、殖民時期美國、法國及法裔加拿大血統。
卡米拉是荷蘭移民阿諾德·約斯特·范·凱佩爾的後裔，後者於1696年被國王威廉三世封為阿爾伯馬爾伯爵。通過阿爾伯馬爾伯爵夫人安妮·范·凱佩爾（國王查理二世的孫女），卡米拉的血統可追溯至斯圖亞特王朝和波旁王朝。卡米拉的蘇格蘭血統源自國王羅伯特三世，其女兒瑪麗是鄧特里斯的威廉·埃德蒙斯頓男爵（卡米拉外高祖父威廉·埃德蒙斯頓的祖先）的母親。她的父系祖先為上層階級家庭，自蘇格蘭移居英格蘭。
卡米拉的法國血統部分來自其外高曾祖母蘇菲亞·瑪麗·麥克納布（Sophia Mary MacNab，哈密爾頓人），她是聯邦化前加拿大省總理艾倫·麥克納布爵士的女兒。蘇菲亞的兒子喬治·凱佩爾與國王愛德華七世的情婦愛麗絲·凱佩爾是卡米拉的外曾祖父母。
通過第二代紐卡斯爾公爵亨利·卡文迪許，卡米拉與查理斯為九代表親關係。

## 大眾文化

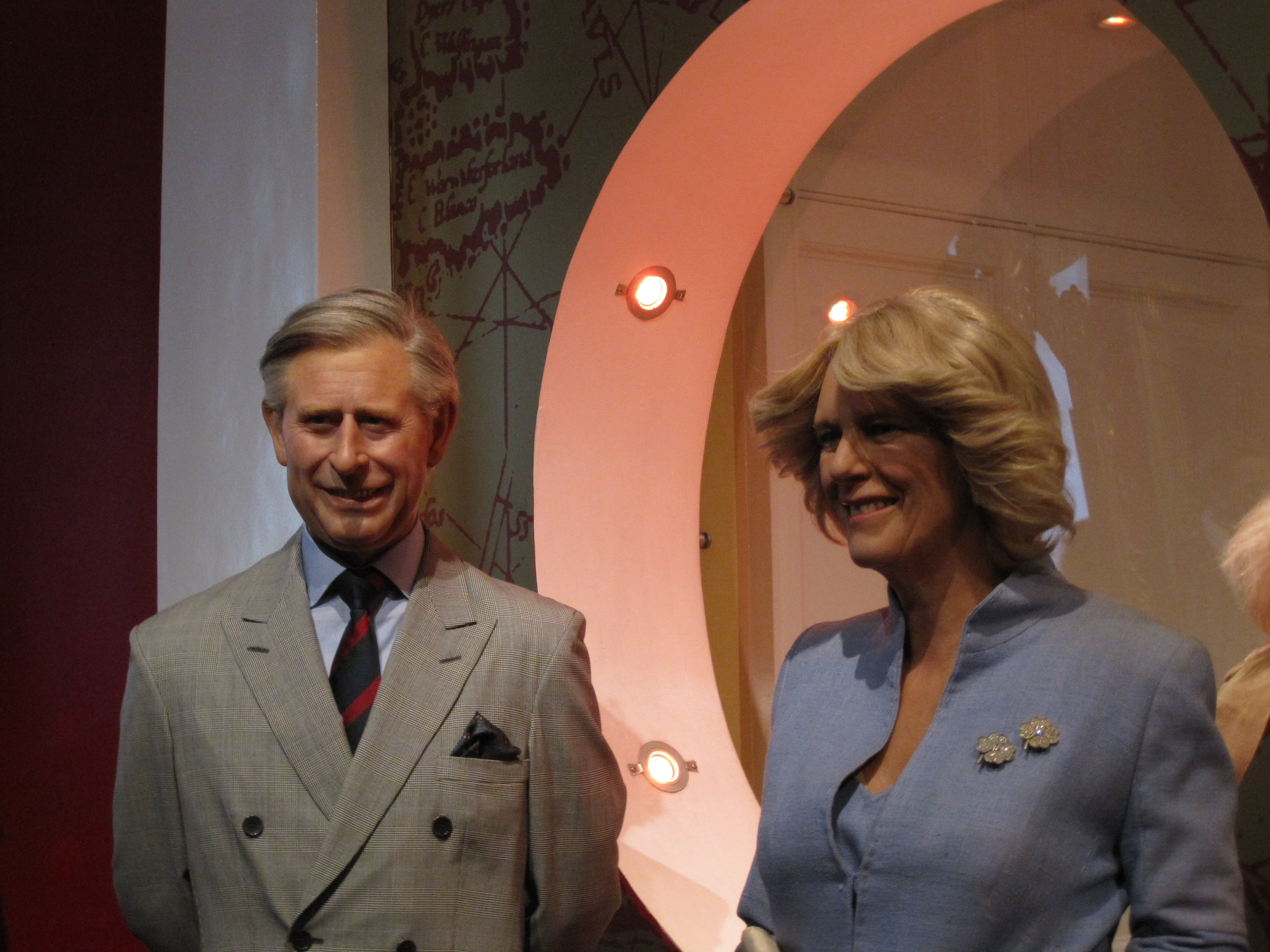
倫敦杜莎夫人蠟像館中的查理斯與卡米拉蠟像

艾莫芮德·芬諾與奥利维娅·威廉斯曾在Netflix劇集《王冠》中飾演不同時期的卡米拉。芬內爾在2020年第四季的演出為她贏得黃金時段艾美獎劇情類最佳女配角提名。海頓·格溫則在情景喜劇《溫莎家族》中飾演卡米拉。
2024年，為慶祝王后卡米拉擔任世界婦女基金會主席及該基金會在賦權女性方面的貢獻，芭比娃娃特別打造了一款以她為原型設計的獨家玩偶。

## 備註
1. 1 2  其他14個王國為安提瓜和巴布達、澳大利亞、巴哈馬、伯利茲、加拿大、格林納達、牙買加、新西蘭、巴布亞新幾內亞、聖基茨和尼維斯、聖盧西亞、聖文森特和格林納丁斯、所羅門群島和圖瓦盧。
2. ↑  部分資料顯示她出生於普朗普頓（英语：Plumpton, East Sussex），但這可能是將她童年住所與出生地混淆所致。